# الذاهبة (مسلسل)
الذاهبة، هو مسلسل رومانسي كوميدي درامي  سعودي تأليف لبنى حداد / يزن أتاسي وتمثيل مطرب فواز وتركي اليوسف وشفيقة يوسف ودانة آل سالم وامينة العلي.

## القصة
اقتباس من قصيدة الشاعر ناصر القحطاني التي تحمل الاسم ذاته، والتي غنّاها الفنان خالد عبد الرحمن
وستروي حكاية «سلطان وذهب»، شاب وشابة، شاءت الأقدار وجمعتهما الصدفة المحضة في مصعد يتعطل فجأة لتبدأ منه قصتهما. وتطرح الحلقات تساؤلات عدة، عما إذا كان القدر سيجمع بين حبيبين، أم هي الأقدار تتلاعب بمصائر الأحبة وتجمعهم فقط لتتابعد طرقات اللقاء بعدها

## بطولة
- مطرب فواز
- شفيقة يوسف
- تركي اليوسف
- نايف خلف
- ليلى السلمان
- مريم الغامدي
- علي السعد
- طلال السدر
- محمد الكنهل
- أحمد العليان
- أفنان فؤاد
- دانة آل سالم
- امينة العلي
- نادين جمالي
- عيد سعد